# Día de Japón

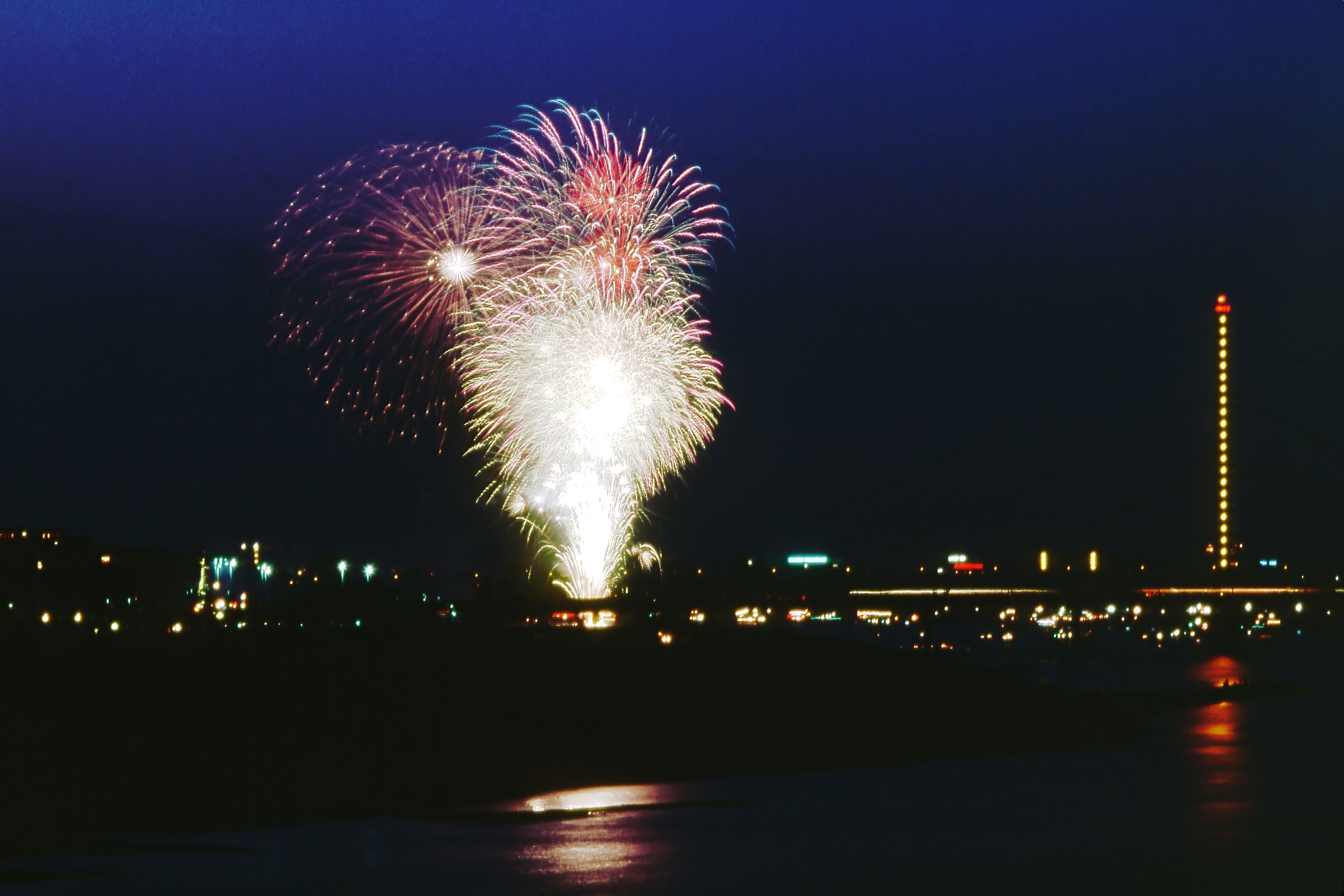
Fuegos artificiales de la Semana de Japón en 1983, precursores del Día de Japón de hoy

El Día de Japón Düsseldorf/NRW, también conocido como Día de Japón ( Jap.日本デー, Nihon-day ), es un encuentro germano - japonesa que se celebra anualmente en mayo o junio a orillas del Rin en la ciudad de Düsseldorf desde 2002. Esta fiesta atrae regularmente a más de medio millón de visitantes. La tradición del Día de Japón toma como ejemplo las Semanas de Japón de 1983 y 1993 y del Año de Japón 1999/2000. Sin embargo, el intervalo de tiempo es más corto.

## Puntos en el programa
Los actos habituales de cada Día de Japón incluyen un programa escénico y deportivo en el que participan músicos japoneses, coros, artistas de J-pop y J-rock, así como artistas marciales. Los actos se completan con ofertas informativas sobre temas específicamente japoneses, como la adaptación del kimono, las artes marciales Budō y una introducción a la tradición del sake.
Una atracción especial es el Campamento del Ejército Samurái en las Praderas del Rin, donde la vida militar y civil en el antiguo Japón feudal se presenta de la forma más históricamente correcta posible; por ejemplo, se muestran armaduras originales, armas y el uso de halcones.
Cosplayers de toda Europa, cuyos trajes se basan en gran medida a los mangas, se reúnen en el paseo del Rin el Día de Japón. Son uno de los aspectos más destacados del día. El final se introduce al final de la tarde con un baile Obon, en el que se invita a participar a todos los visitantes y para el que se distribuyen chaquetas japonesas (Happis), al igual que abanicos japoneses. El festival concluye con un espectáculo de fuegos artificiales de temática japonesa.

## Historia del Día de Japón
El Día de Japón en Düsseldorf tuvo lugar por primera vez en 2002 y, desde entonces, se celebra una vez al año junto con la Prefectura de Chiba como asociación comunitaria. Sólo en 2006, el festival tuvo que ser cancelado debido a un aviso de tormenta. En 2011, el Día de Japón debía celebrarse el 28 de mayo, pero los organizadores lo pospusieron al 15 de octubre debido al terremoto de Tōhoku y a los efectos del tsunami de marzo de 2011.
Con cerca de 750.000 visitantes en la 13.ª edición del Día de Japón en Düsseldorf, el evento experimentó su mayor afluencia de visitantes en lo que va de 2014[cita requerida]. Los cosplayers siguieron dominando la escena, ofreciendo de nuevo abrazos gratuitos en gran número, a veces en largas cadenas humanas.
La 15.ª edición del Día de Japón en Düsseldorf se celebró el 21 de mayo de 2016 y atrajo alrededor de 750.000 espectadores a la capital del estado de Renania del Norte-Westfalia, al igual que en 2014, según la asociación de turismo.
Las cifras de visitantes difieren entre los medios de comunicación y las autoridades japonesas. Aunque los medios de comunicación alemanes hablaron de un nuevo récord de visitantes tras el evento de 2016, con una cifra estimada de 750.000 personas, el Consulado General de Japón en Düsseldorf informó de más de un millón de visitantes ya en 2007.
El Día de Japón 2020, previsto para el 16 de mayo de 2020, se canceló debido a la pandemia de COVID 19 [cita requerida]. En 2021 también se decidió cancelar el Día Presencial de Japón debido a la pandemia y sustituirlo por una amplia oferta en línea.[cita requerida]